# حصار ألكازار
حصار ألكازار أو حصار قصر طليطلة هو حصار انتج انتصارًا قوميًا رمزيًا للغاية في طليطلة في مراحل الحرب الأهلية الإسبانية الأولى. وفيها تصدت القوات الحكومية المكونة من مليشيات أحزاب الجبهة الشعبية وحرس الاقتحام لقوات ثكنة طليطلة المدعومة بالحرس المدني للمقاطعة ومئة من مدني مسلح ضد حكومة الجمهورية. فعندما أُجبِر المتمردين باللجوء إلى مبنى ألكازار دي طليطلة (قصر طليطلة [الإنجليزية])، ثم أكاديمية المشاة والفرسان برفقة عائلاتهم. فبدأت مليشيات أحزاب الجبهة الشعبية حصارها في 21 يوليو 1936. وانتهى الحصار في 27 سبتمبر بوصول جيش إفريقيا بقيادة الجنرال خوسيه إنريكي فاريلا، ثم دخل فرانسيسكو فرانكو المدينة في اليوم التالي.

## الأحداث السابقة
بدأت المؤامرة العسكرية لشن «انقلاب» يطيح بحكومة الجمهورية بعد أيام من تشكيل حكومة أثانيا في 19 فبراير 1936، وجرى اجتماع في 8 مارس في منزل سمسار أسهم متشدد من حزب سيدا بمدريد بين عدة جنرالات وعلى رأسهم إميليو مولا، وافقوا فيه على تنظيم «انتفاضة عسكرية» متكاملة تطيح بحكومة الجبهة الشعبية المشكلة حديثًا.
وقام الجنرال غونزالو كيبو ديانو (رئيس حرس الحدود)، الذي كان ينظم مؤامرة انقلابية أخرى لوحده، بزيارة للجنرال مولا، حيث قرر كلاهما التعاون. ثم انتقل تنسيق المؤامرة إلى الجنرال مولا الذي تبنى الاسم الرمزي «المدير». استندت المؤامرة بشكل أساسي على الجيش الأفريقي وعلى أعضاء الاتحاد العسكري الإسباني السري، وتكون انتفاضة متداخلة لجميع الحاميات المرتكبة، مما يزرع حالة التمرد مع الدولة، بدءًا من جيش إفريقيا.
ومع بداية يوليو 1936 كان التحضير للانقلاب قد انتهى تقريبًا، على الرغم من تحديد الجنرال مولا بتاريخ الإعلان بين 10 و 20 يوليو. إلا أن اغتيال الملازم وعضو الاتحاد العسكري الجمهوري المناهض للفاشية UMRA خوسيه كاستيلو في 12 يوليو، وما تلاه من اغتيال خوسيه كالفو سوتيلو زعيم البرلمانيين الملكيين، إلى تسريع الانقلاب بعد أن قرر مولا الاستفادة من الانتفاضة وتقديم موعد انتفاضته. التي حددت في 18 و 19 يوليو 1936.
وفي 17 يوليو ذهب ضباط حامية مليلية إلى الإسراع بالتمرد بسبب علمهم أن المؤامرة على وشك الاكتشاف، وأعلنوا حالة الحرب في مليلية. احتلوا جميع المباني العامة وفرضوا الأحكام العرفية. بمجرد أن أمن الانقلابيون مليلية، حتى تواصل العقيد خوان سيخوي، أحد المتمردين بالمسؤولين عن المؤامرة العسكرية في تطوان (عاصمة الحماية الإسبانية للمغرب) وسبتة. سيطر المتمردون على المدينتين. وفي نهاية 18 يوليو انتهت آخر مقاومة جمهورية في المحمية.
فشل الجنود المتمردون في تحقيق هدفهم الرئيسي المتمثل في الاستيلاء السريع على مدريد نقطة القوة العصبية أو المدن الكبرى، لكنهم سيطروا على حوالي نصف الأراضي الإسبانية، وفعليًا على الثلث الشمالي من شبه الجزيرة ومدن أندلسيا.
تمكنت القوات الجمهورية من جانبها من قمع الانتفاضة في أكثر من نصف إسبانيا، بما في ذلك جميع المناطق الصناعية، ويرجع الفضل في ذلك جزئيًا إلى مشاركة الميليشيات المسلحة للاشتراكيين والشيوعيين والفوضويين، فضلاً عن ولاء معظم حرس الاقتحام، والحرس المدني في برشلونة. كان الحاكم العسكري لقرطاجنة توريبيو مارتينيز كابريرا من المؤيدين للجبهة الشعبية، وأيضا كان البحارة ضد الانقلاب العسكري، الذي أدى إلى جانب أعمال الشغب الشعبية في يوم 19 و20 يوليو، إلى فشل حركة الانقلاب في القاعدة البحرية في قرطاجنة وباقي منطقة مرسية.
احتلت المنطقة الموالية للجمهورية النصف الشرقي من إسبانيا: الجزء الشرقي من أراغون (باستثناء عواصمها الثلاث) وكاتالونيا وفالنسيا ومرسية وشرق أندلسيا [الإسبانية] (باستثناء مدينة غرناطة) ومدريد وقشتالة الجديدة ولا مانشا. وفي الغرب سيطر الموالون على مقاطعتي باداخوز وولبة.
وهكذا كانت الانتفاضة ناجحة في بعض الأماكن وفاشلة في أماكن أخرى، حيث تم تقسيم إسبانيا إلى منطقتين: واحدة يسيطر عليها الجيش الذي ثار ضد الجمهورية والأخرى التي ظلت موالية للحكومة. ومع فشل الانقلاب العسكري بدأت الحرب الأهلية الإسبانية.

### طليطلة
خلال 19 و 20 يوليو بذلت وزارة الحرب التابعة لحكومة الجمهورية عدة محاولات للحصول على ذخيرة من مصنع طليطلة للأسلحة؛ ورفض الكولونيل خوسيه موسكاردو، بصفته مديرًا للمدرسة المذكورة والقائد العسكري في توليدو تسليم الأسلحة. أخيرًا أعلن يوم الثلاثاء 21 يوليو حالة الحرب ليسيطر على المدينة بسرعة. في اليوم التالي وصل طابور موالٍ من مدريد بقيادة الجنرال ريكيلمي إلى توليدو وأجبر الجيش المتمرّد على التمركز في مبنى قصر طليطلة مقر أكاديمية المشاة.

## ميزان القوى
تألفت القوات الجمهورية المرسلة إلى طليطلة من حوالي 8000 رجل من ميليشيات FAI وCNT وUGT. كان لديهم عدة قطع من المدفعية وقليل من العربات المدرعة، واثنتين أو ثلاث دبابات. وقام سلاح الجو الجمهوري بالاستطلاع ورصدت المدفعية وقصفت الكازار 35 مرة.
شارك في التمرد العسكري 800 رجل من الحرس المدني، و 6 طلاب من الأكاديمية العسكرية (على الرغم من أن الدعاية أعطتهم أهمية كبيرة)، ومائة مسؤول بالجيش و 200 مدني من الأحزاب اليمينية. كانت الأسلحة الوحيدة التي بحوزتهم هي البنادق وعدد قليل من الرشاشات القديمة وبعض القنابل اليدوية، لكن المسؤولين والحرس المدني تمكنوا من إحضار ذخيرة وفيرة.
عاش في القصر طوال فترة الحصار حوالي 670 مدنياً (خمسمائة امرأة و 50 طفلاً). كان العديد من هؤلاء من عوائل أطقم الحرس المدني بينما فر الآخرون أمام تقدم الميليشيات الجمهورية. لم تُمنح للنساء أي دور في الدفاع عن ألكازار؛ ولم يُسمح لهن بالطبخ أو علاج الجرحى. ومع ذلك فإن وجودهم في القصر منح الرجال الشجاعة الأخلاقية لمواصلة الدفاع. وبقي المدنيون في مأمن من هجمات الجمهوريين، أما القتلى الخمسة فكان لأسباب طبيعية. كان هناك ولادتان خلال الحصار. أحد الأطفال المولودين والذي أصبح ضابطا في الجيش الإسباني، وتم طرده من الجيش في أواخر السبعينيات لانضمامه إلى الاتحاد الديمقراطي العسكري UMD.
بالإضافة إلى ذلك تم أسر عشرة أسرى خلال الغارات ولديهم حوالي 100 إلى 200 رهينة (بما في ذلك النساء والأطفال) احتجزهم القوميون خلال فترة الحصار. وكان من بين الرهائن الحاكم المدني للمقاطعة وعائلته. وُلد طفلان أثناء الحصار. تقول بعض المصادر إن الرهائن لم يسمع أي خبر عن الرهائن بعد الحصار، على الرغم من أن أحد الصحفيين الذين زار القلعة بعد المعركة ذكر أنه رأى الرهائن مقيدين بالسلاسل في القبو.

### الرمزية
في التقليد التأريخي الإسباني، تعتبر طليطلة مهد إسبانيا، حيث كانت واحدة من مساكن ملوك القوط الغربيين ومقر مجالس المملكة.6 وفيها القصر وهي قلعة من العصر الإسلامي احتلت موقع لقصر روماني قديم، ولها قيمة رمزية خاصة. وكان فيها الإقامة المؤقتة لملوك قشتالة بعد حروب الإسترداد من المسلمين.
على الرغم من تخلي فيليب الثاني عن القلعة لتكون قصرًا، إلا أنها استمرت في كونها شعارًا للمدينة. ففي 1850 تم تحويلها إلى أكاديمية عسكرية تحت اسم كلية المشاة. وبعد حريق 1886 تم تعزيز بعض أجزائه بعوارض من الصلب والخرسانة.
خلال الحرب الأهلية أصبحت احتوائها عنصرًا أساسيًا للدعاية؛ شكل الفشل في استعادته ضربة قاسية للجانب الجمهوري وانتصار معنوي للجانب المتمرد.

## التسلسل الزمني للحصار

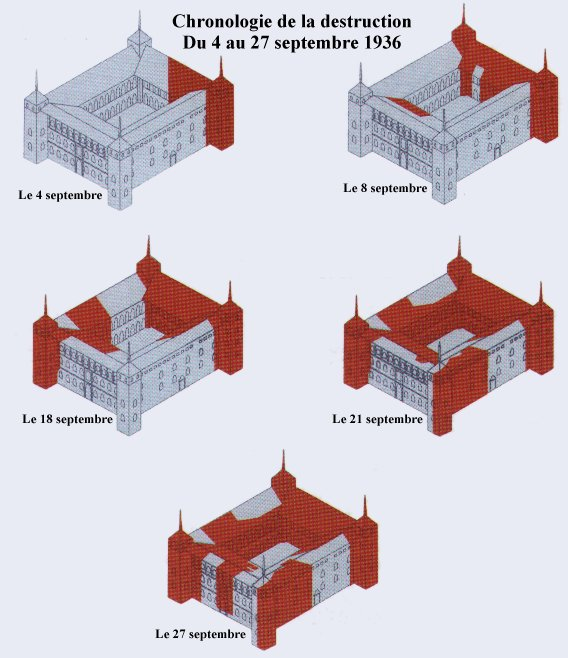
مخطط تدمير قصر طليطلة بواسطة مدفعية الجمهورية.

### 21 يوليو 1936
قرأ نقيب من الأكاديمية العسكرية إعلانًا يعلن «حالة الحرب» في الساعة 7 صباحًا في زوكودوفر (سوق الدواب) وهي الساحة الرئيسية في طليطلة. وصدرت أوامر اعتقال نشطاء يساريين معروفين، لكنهم اعتقلوا فقط آمر السجن المحلي وبعض المناضلين العاديين. عين موسكاردو حاكمًا مدنيًا جديدًا. ووزع المتمردون قواتهم في أنحاء المدينة: مستشفى دي تافيرا ومصنع الأسلحة ودير الكرمليين والبنوك ودار البلدية والكاتدرائية وبلازا دي زوكودوفر ومكتب البريد والهاتف والمسلخ وثكنة حرس الاقتحام (بلازا دي باديلا) وسجن المقاطعة وبوابات الأسوار وجسور نهر تاجة. وملأ الحرس المدني شاحنات بالذخيرة من مصنع الأسلحة واتجهت نحو ألكازار. أمرت وزارة الحرب بقصف جوي للمتمردين؛ وفي السادسة مساءً أصيبت آخر الشاحنات مباشرة عند وصولها إلى وجهتها.
وصلت القوات الجمهورية المرسلة من مدريد أولاً إلى مستشفى تافيرا في ضواحي طليطلة لكنها أعادت توجيه هجومها نحو مصنع الأسلحة عندما تلقت نيرانًا كثيفة من المستشفى. وتم تعزيز حامية ألكازار بمفرزة من الحرس المدني. بحماية تلك القوات، تم الترحيب بالنساء والأطفال وبعض الأيتام والمرضى وراهبات المحبة في المستشفى وقسيس المستشفى: ما مجموعه 60 من غير المقاتلين. من الناحية الاستراتيجية، كان الموقف الذي دافع عنه القائد المذكور ضروريًا حتى يتمكن الحرس المدني الذي كان في مصنع الأسلحة من تحميل الذخيرة إلى قلعة ألكازار. استقبل المدافعون عن مستشفى دي تافيرا قوات الجنرال ريكيلمي بنيران مدفع رشاش صدهم. بعد فترة وجيزة شنت إحدى الدبابات التي رافقت الطابور هجومًا على المستشفى، ولكن المتمردون غادروا المستشفى وأطلقوا عبوات ناسفة جعلت الآلة الحربية غير مجدية. وجاء انسحاب المتمردين بطريقة منظمة ودون فقدان عنصر واحد. بعد فشلها في مستشفى دي تافيرا، ذهبت قوة الجنرال ريكيلمي إلى مصنع أسلحة. فبدأت مفرزة من 200 من الحرس المدني المتمركزين في مصنع الأسلحة بالتفاوض مع الجمهوريين. وأثناء هذه المحادثات كان الحرس المدني قد أرسل عربات محملة بذخيرة المصنع إلى ألكازار قبل إخلاء المصنع وتدميره. اتصل ريكيلمي هاتفيا بموسكاردو المتمرد في تلك الليلة وأمره بالاستسلام.

### 22 يوليو - 13 أغسطس 1936

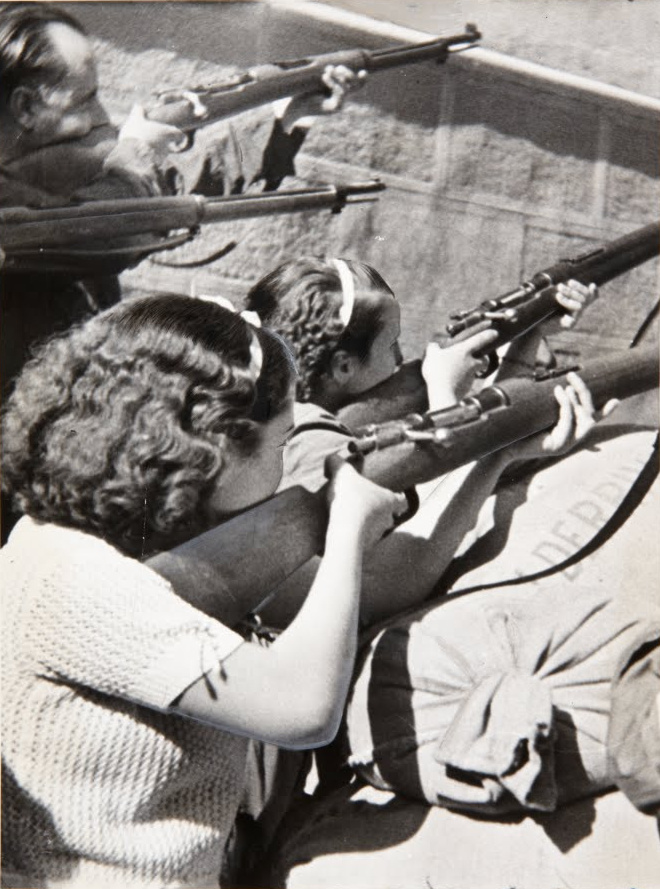
مقاتلات من المليشيات الجمهورية في حصار قصر طليطلة أثناء الحرب الأهلية الإسبانية.

سيطر الجمهوريون حوالي الساعة 8 مساءً من يوم 22 يوليو على معظم طليطلة، لما مجموعه حوالي 2500 رجل مقابل 1250 في القلعة. وسعوا إلى استسلام ألكازار بقصف مدفعي. انخرط القوميون طوال فترة الحصار في دفاع سلبي، ولم يردوا إلا بإطلاق النار عندما يكون الهجوم وشيكًا.
وهاتف رئيس ميليشيا العمال المفوض كانديدو كابيلو العقيد موسكاردو صباح يوم 23 يوليو وأخبره أنه إذا لم يتم تسليم الكازار في غضون عشر دقائق، فإن لويس ابن موسكاردو البالغ من العمر 24 عامًا الذي ألقي القبض عليه في وقت سابق من اليوم، سوف يعدم. طلب الكولونيل موسكاردو التحدث إلى ابنه وسأله ابنه عما ينبغي أن يفعله. فقال لابنه «أعط روحك إلى الله، وتموت مثل أي وطني وصرخ: فيفا كريستو ري! وفيفا إسبانيا! ألكازار لا يستسلم». أجاب ابنه: «وهذا ما سأفعله». تم إطلاق النار على لويس على الفور. ولكن هناك أقوال أخرى تذكر بأنه لم يُطلق عليه الرصاص في الواقع إلا بعد شهر انتقامًا لغارة جوية، حيث لم يقتل لويس موسكاردو في ساعته، لكن أرسل إلى سجن المقاطعة (اتهم على ما يبدو بأنه ابن العقيد موسكاردو) ولكن بعد شهر من هذه الأحداث، وبعد قصف جوي اقتحم رجال المليشيا السجن وأدرجوه في قائمة بها حوالي ستين سجينًا سياسيًا ودينيًا وأطلق عليهم النار جميعا. من ناحية أخرى بذل رئيس المجلس الإقليمي كل ما في وسعه لحماية زوجة موسكاردو وابنه الأصغر كارميلو خلال شهور طليطلة الثورية. وكانت لمصادر الجانب المتمرد (أكدتها العديد من الشهادات) نبرة بطولية ومقتضبة ووطنية ودينية عند الحديث عن محتوى المحادثة (وقد شبه فيما بعد بـغوزمان الصالح [الإنجليزية]).
وشكك المؤرخان هربرت ساوثوورث وإيزابيلو هيريروس في الرواية الرسمية للمحادثة والإعدام، وأضافا معلومات جديدة بأن لدى لويس موسكاردو ميول ليبرالية وأن دخوله في سجل مقبرة طليطلة كان بأثر رجعي (يقول هيريروس ذلك كان ذلك في أبريل 1956 عندما نقلت جثته إلى سرداب ألكازار بجانب جثة والده المتوفى مؤخرًا). إضافة إلى ذلك فإن قدرة موسكاردو على القيادة، والتي أيدها بالإجماع مدافعوه، كانت موضع تساؤل عند بعض المؤرخين، الذين يشككون بأن المهندس الحقيقي للدفاع عن القلعة كان المقدم بالحرس المدني بيدرو روميرو باسارت. ومع ذلك لم تنشر أي من الصحف (بعد سنوات عديدة من وفاة موسكاردو) عن أولئك الذين شاركوا في الدفاع عن القلعة، وكانوا شهود عيان وأبطال الأحداث، مما يلقي بظلال من الشك على الدور القيادي الذي لعبه في الدفاع عن ألكازار.
وخلف ريكيلمي قيادة الميدان المقدم فرانسيسكو ديل روسال، ثم خلفه القائد أوليباري في نهاية يوليو. نقلت حكومة الجمهورية قطع المدفعية الثقيلة إلى طليطلة. كان من المأمول بعد ذلك أن تكون النتيجة متوقعة قريبًا، حيث كان الوضع في ألكازار مأساويًا: كان الطعام شحيحًا، والماء تم تقنينه، والروح المعنوية منخفضة للغاية. كانت هناك حالات انتحار وهروب (في الأسبوع الثاني من شهر أغسطس، كان 23 شخصًا قد فروا بالفعل من القلعة للانضمام إلى صفوف الجمهوريين).

### 14 أغسطس - 17 سبتمبر 1936
في 14 أغسطس غير الجمهوريون تكتيكاتهم بعد أن شعروا أن الدفاعات على الجانب الشمالي من الكازار قد تضعضعت بقوة. فحاولوا خلال الأسابيع الخمسة التالية مهاجمة مبنى الحاكم العسكري 11 مرة، لكن القوميين كانوا يصدوهم في كل مرة. ولو استولى الجمهوريون على المبنى لكان ذلك قد مكنهم من حشد عدد كبير من القوات على بعد 37 متر (40 يارد) من حصن ألكازار. ومع ذلك كان معظم رجال الميليشيات يفتقرون إلى التدريب العسكري وأهدروا الذخيرة بإطلاق النار عبثًا من البنادق والمدفعية الخفيفة على الجدران السميكة للمبنى. نظرًا لأن ألكازار كان حصنًا مبنيا بالحجارة، فقد كان يجب أن يقوم الهجوم البري الفعال على أساس المدفعية الثقيلة والمتفجرات، لكن رجال الميليشيات افتقروا أيضًا إلى القادة العسكريين لتوجيههم في استخدامه.
في 9 سبتمبر دخل مبعوث الجمهوريين وهو الرائد فيسنتي روخو إلى القلعة للتحدث مع الكولونيل موسكاردو، الذي يعرفه شخصيًا عن استسلام محتمل. رفض العقيد الاستسلام، لكنه طلب من الكاهن أن يعمد طفلين حديثي الولادة أثناء الحصار وأن يلقي القداس أيضًا.
تم إرسال فاسكيز كاماراسا واعظ مدريد ذو الآراء اليسارية إلى الكازار صباح يوم 11 سبتمبر، وأدى الوظائف اللازمة وأصدر إبراءًا عامًا للمدافعين عن الكازار. في ذلك المساء التقى الرائد روخو بالعقيد موسكاردو لمناقشة إجلاء النساء والأطفال. ردت النساء بالإجماع على أنهن لن يستسلمن أبدًا وإذا لزم الأمر سوف يحملن السلاح للدفاع عن الكازار.
بعد أن سمع سفير تشيلي في إسبانيا أوريليو نونيز مورغادو، أن محاولات الاستسلام السابقة لم تنجح، ذهب في 13 سبتمبر لمحاولة استسلام الكازار. لم يتمكن من الاتصال بالعقيد موسكاردو لأن أسلاك الهاتف تضررت في الليلة السابقة من القنابل اليدوية التي ألقتها الميليشيات الجمهورية ولم يكن راغبًا في استخدام وسائل اتصال أخرى. فأرسل الكولونيل موسكاردو مساعده في المعسكر لتحية السفير عبر مكبر صوت وأخبره أنهم لن يستمعوا لأحد إلا إذا استلموا رسالة «من خلال حكومة برغش الوطنية». منذ تلك اللحظة توقفت المحادثات.

### 18 سبتمبر 1936
من 16 أغسطس كان الجمهوريون يحفرون نفقين باتجاه البرج الجنوبي الغربي للكازار، بإشراف عمال مناجم أستورياس. وفي صباح يوم 18 سبتمبر تم تفجير الألغام بأمر من فرانثيسكو لارجو كابييرو، مما أدى إلى تدمير البرج الجنوبي الغربي ومقتل اثنين من المدافعين كانوا بداخله ولم يتسببوا في أي ضرر للاجئين المدنيين. بعد حوالي 10 دقائق من الانفجار، شن الجمهوريون أربع هجمات على الكازار بمساعدة العربات المدرعة والدبابات. فشلت الهجمات بعد دفاع حازم من قبل الوطنيين، لكن الجمهوريين ردوا بقصف مدفعي متواصل للكازار طوال الليل وحتى اليوم التالي. علاوة على ذلك، كانت أنقاض البرج الجنوبي الغربي في الواقع عقبة أمام المهاجمين، حيث أضحت حاجز للمحاصرين للاختباء بين الأنقاض واطلاق النار منها.

### 19 - 26 سبتمبر 1936

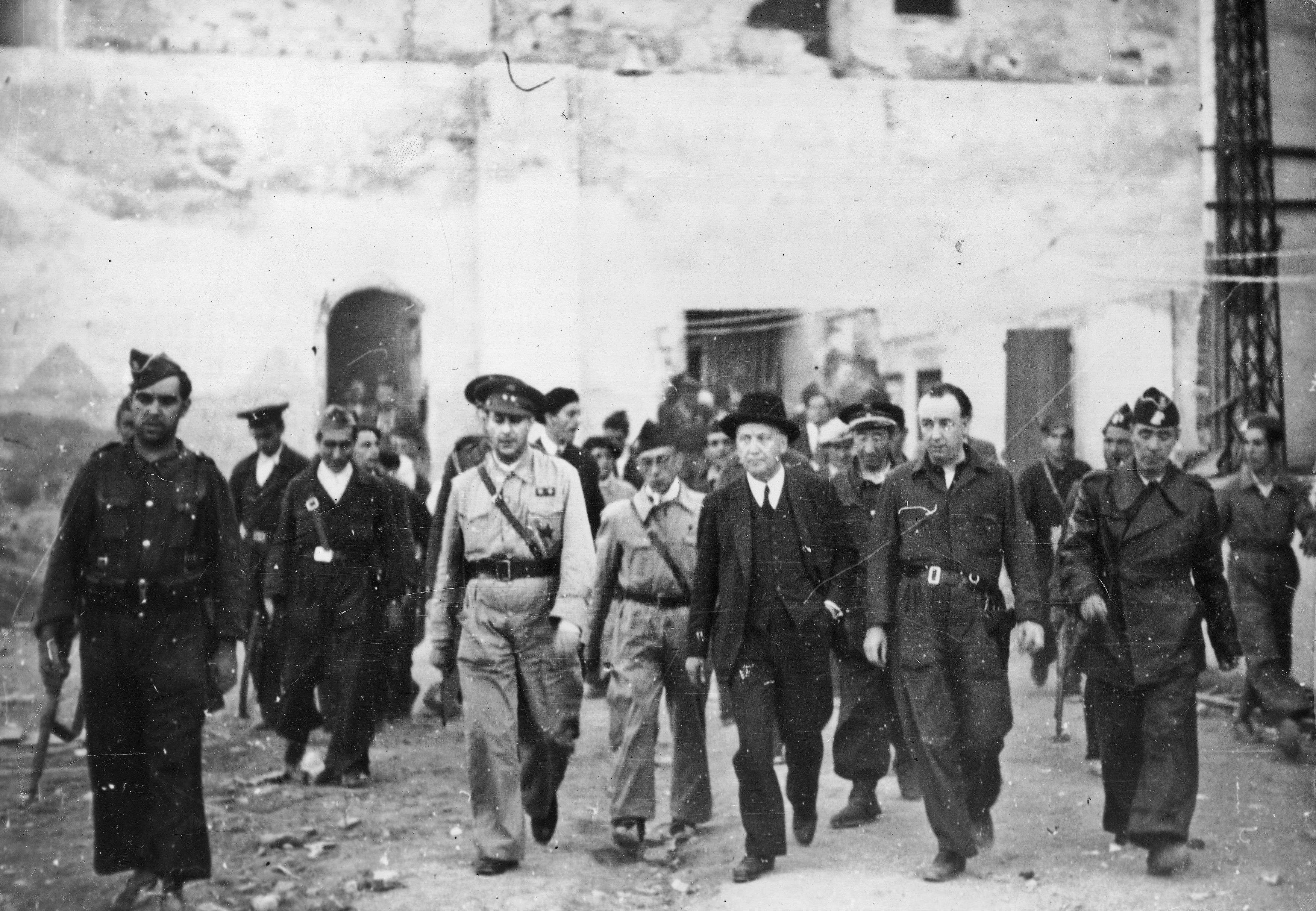
فرانسيسكو لارجو كاباليرو يزور موقع حصار ألكازار برفقة ضباط ورجال ميليشيات.

وقد أعطى قصف المباني الطرفية نتائج جيدة حيث أصبح الاتصال بينها وبين القلعة مستحيلاً. تم الأمر بالانسحاب من المباني في ليلة 21 سبتمبر للدفاع عن ما تبقى من القلعة، وفي ذات اليوم استولى المتمردون على مكادة بالقرب من طليطلة. هاجم الجمهوريون المباني النائية في صباح يوم 22 سبتمبر، لكن تقدمهم كان بطيئًا جدًا لأنهم لم يكونوا على علم بأن المباني قد هُجرت. في نفس اليوم وصلت قوات المتمردين من جيش الجنوب ستة كيلومترات غرب طليطلة، مما دفع الميليشيات الجمهورية لبذل جهد للاستيلاء على الكازار في أسرع وقت ممكن.
في الخامسة من صباح يوم 23 سبتمبر، اقتحم الجمهوريون الثغرات شمال القلعة وفاجأوا المدافعين بإلقاء القنابل اليدوية والديناميت. أجبر المتمردون على التراجع إلى فناء القلعة لكنهم قاموا بهجوم مضاد لصد الهجوم. - تمت محاولة هجوم جديد على القلعة في الصباح. هذه المرة كانت الدبابة بالمقدمة. ولكن بعد 45 دقيقة من الهجوم على الثغرات توقف الهجوم.
في 24 سبتمبر أصبحت القوات المتمردة بقيادة الجنرال فاريلا موجودة في ضواحي طليطلة وكان على ميليشيات الجبهة الشعبية مواجهة هذه التعزيزات من الجانب المتمرّد جنبًا إلى جنب مع المتمردين داخل القلعة، مما جعل الموقف الجمهوري غير قابلة للاستمرار. قاومت بعض الميليشيات المتمردين في طليطلة، لكن معظم رجال الميليشيات فضلوا الانسحاب باتجاه آرنخويث، خوفًا من أن يكونوا محاصرين في حصار جديد، حيث احتلت ضواحي برجاس وفيلاميل في 26 سبتمبر (قطعوا الطريق إلى مدريد)، مما سهل على قوات فاريلا السيطرة الكاملة على مدينة طليطلة وربطها بالقلعة المحاصرة في 27 سبتمبر 1936، وبذلك أنتهى الحصار.

## النتائج

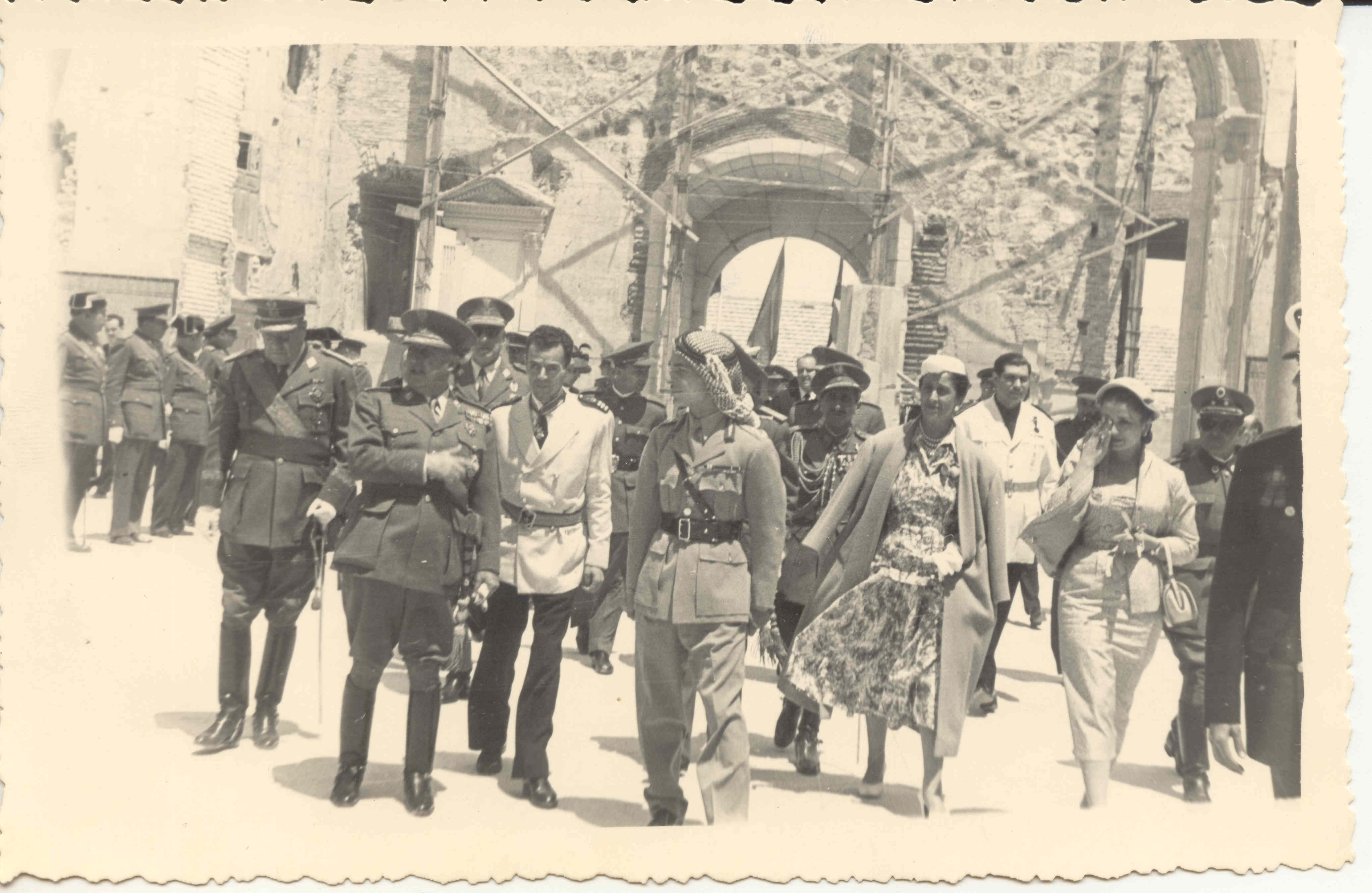
فرانكو وموسكاردو يرافقان الملك حسين ملك الأردن في زيارته أنقاض قصر طليطلة. 1954

كان استيلاء أرتال فاريلا على طليطلة أمرًا مذهلاً، ولكن بعد ذلك لم يكن بإمكان أحد أن يسأل، ولم يسأل عن مسؤوليات الحكومة التي تولت مهامها للتو. بغض النظر عن مصنع الأسلحة فإنه لاأهمية عسكرية لمدينة طليطلة لأي من الجانبين. فالمتمردين كانوا معزولين ومعداتهم سيئة، ولاتوجد عوامل تشجعهم للقيام بأي عملية هجومية. ومع ذلك كان الجمهوريون مهووسين بغزو القلعة بالرجال والمدفعية والأسلحة التي كان من الممكن استخدامها لوقف تقدم المتمردين على جبهة إكستريمادورا. اعتقدت حكومة الجبهة الشعبية أنه نظرًا لأن حامية القلعة كانت على بعد 70 كيلومترًا جنوب غرب مدريد وبدون مساعدة قوات المتمردين الأخرى، فإن احتلالها سيكون دعاية سهلة للانتصار. دعيت الصحافة من قبل الحكومة لرؤية انفجار الألغام داخل ألكازار في 18 سبتمبر، لكنها لم تدخل الكازار إلا في 29 سبتمبر من ذلك الشهر بمجرد انتهاء المقاومة الجمهورية في الإكليريكية في العاصمة طليطلة، ولكنها بدعوة من القوميين حيث تحول الأمر برمته إلى نصر دعائي ضخم لهم قوض معنويات الجمهوريين.
كان قرار فرانكو بإنقاذ المدافعين عن القلعة مثيرًا للجدل إلى حد كبير. كان هجوم خوان ياغوي مستهدفا مدريد، لكنه احتل وادي تاجة أولا. في اليوم التالي لسقوط طلبيرة في 4 سبتمبر استولى المتمردون على إرون بعد حصار شديد للغاية، منع أي اتصال مع فرنسا من منطقة الباسك الموالية للحكومة. في 8 سبتمبر انضمت القوات الأفريقية إلى قوات من جبال جريدوس. وبدا كل شيء وكأنه يميل لصالح المتمردين.
لم يفرض فرانكو المسيرة نحو مدريد مستفيدًا من زخم الهجوم والدفاع غير الكافي الذي كانت المدينة تعرضه في ذلك الوقت. وبدلاً من ذلك حول القوات نحو طليطلة لمساعدة ألكازار المحاصر. وعندما احتج ياغوي (بغضب) على هذا القرار، استبدله فرانكو بالجنرال فاريلا، الذي كان قد استولى للتو على مدينة رندة في 18 سبتمبر. أدى الطموح السياسي إلى أن يصبح فرانكو الذي كان آنذاك مبتدئًا، «منقذ الكازار» وقائد الانتفاضة بلا منازع. لقد قيل إنه يمكن أن يحقق ذلك أيضًا من خلال الاستيلاء على مدريد، لكن طليطلة كانت أقل مخاطرة بكثير.
لاحقًا تعرّف فرانكو على صحفي برتغالي: «لقد ارتكبنا خطأ عسكريًا وارتكبناه عمداً». وفضل إنقاذ حياة زملائه المتمردين ورفع معنويات جانبه بهذه الضربة الدعائية. وبعدها بثلاثة أيام التقى الجنرالات الثائرون الرئيسيون في مطار سالامانكا، حيث أطلقوا عليه اسم جنراليسيمو للجيوش أي القائد العام وانتخبوه كقائد أعلى للجانب المتمرد، وبمنصب رئيس الدولة. نتيجة لقراره توقفت العمليات الحربية تجاه مدريد من 21 سبتمبر (مع الأخذ مكادة) حتى 7 أكتوبر عندما استولت قوات فاريلا على إسكالونا.
كانت قصة الحصار ممتعة للغاية بالنسبة لأنصار فرانكو الأجانب، الذين كانوا يقرؤون العديد من الكتب المنشورة باللغات الأجنبية ، ويسعون جاهدين للقاء موسكاردو عند زيارة إسبانيا في زمن الحرب. في ديسمبر 1936، قدم وفد من الحرس الحديدي الروماني بقيادة أيون موا وفاسيلي مارين سيفًا احتفاليًا للناجين من الحصار وأعلن تحالف حركتهم مع القوميين الإسبان. حوّل فرانكو تحرير طليطلة إلى انقلاب دولي ثمين، حتى أنه أعاد الأنقاض من أجل الكاميرات.

## وصلات خارجية
- صور من الحصار وماجرى بعد ذلك
- مقتطفات من مذكرات موسكاردو وصورة للكازار وهو ينهار
- صورة للقمر الصناعي من خرائط جوجل